# Merapas
Merapas est une île de l'Indonésie en Asie du Sud-Est. Elle fait partie des îles Riau, situées entre Pulau Kayuara et Pulau Redang, et est également proche de Pulau Mapur et de la ville de Kawal. Elle se situe au large du côté est de Pulau Bintan. Son altitude maximale est de 63 mètres. Elle est couverte d’arbres.
Elle est surtout connue pour avoir été une base opérationnelle pour l’opération Rimau pendant la Seconde Guerre mondiale.